# Ca n'Andalet
Ca n'Andalet o Cal Xinxó és una masia del barri del Carmel de Barcelona, catalogada com a bé amb elements d'interès (categoria C). i inclosa a l'Inventari del Patrimoni Arquitectònic de Catalunya.

## Història
Antigament havia rebut els noms de Can Ventura, Can Mariner del Coll i Can Grasses.
Al segle xvii pertanyia als Grasses, i el 1675, un membre d'aquesta família comprà una peça de terra annexa. El 1831, Joaquim Grasses, que l'havia heretat el 1827, la vengué a Josep Xinxó, de Barcelona, que la feu reformar, prenent l'aspecte actual. A la mort sense fills de Francesc-Josep Xinxó el 1923, la seva vídua la va llegar al masover Pere Bernet i Seret (fill d'Eudald Bernet, conegut com «l'Andalet») i a la seva muller Teresa Vilaseca. Fins a l'any 1950 s'hi conrearen hortalisses i plantes de jardí que es venien al mercat d'Horta.
Finalment, Teresa Bernet i Vilaseca va vendre la finca a l'Ajuntament de Barcelona, que la va rehabilitar per a allotjar-hi un centre de Barcelona Activa.

## Descripció
És bastida en un pendent sobre la riera d'Alarcón, per on ha de passar la perllongació del carrer Lisboa. És un edifici de tres plantes, amb galeria porxada lateral, actualment coberta amb vidres. A la façana destaca el portal adovellat d'arc de mig punt, i el balcó emmarcat amb grans pedres. A la segona planta fou instal·lada una gran sala amb mosaics de gran valor. El mur de tanca, de paredat irregular i coronat per una balustrada ceràmica, envolta la major part del perímetre.
Comptava amb una mina d'aigua portada des de Sant Genís dels Agudells, i en els seus terrenys hi havia el camp de futbol de la Unió Atlètica d'Horta.